# Erich Freiherr von dem Bussche-Ippenburg
Baron Erich von dem Bussche-Ippenburg, nemški general, * 12. marec 1878, † 1. oktober 1957.